# Lori Garver
Lori Beth Garver (née le 22 mai 1961 à Lansing) est l'ancienne administratrice adjointe de la NASA. Elle a été sélectionnée le 24 mai 2009 par le président Barack Obama, en même temps que Charles Bolden, nommé administrateur de la NASA. Elle a été confirmée par le Sénat des États-Unis par consentement unanime le 15 juillet 2009,. Garver est restée en poste jusqu'en septembre 2013, lorsqu'elle a quitté la NASA pour devenir directrice générale de l'Air Line Pilots Association.
Garver était la principale conseillère en politique spatiale civile pour la campagne présidentielle de 2008 de Barack Obama et a dirigé l'équipe de suivi de l'agence pour la NASA pendant la transition post-électorale. Elle a travaillé à la NASA de 1996 à 2001, d'abord en tant qu'assistante spéciale de l'administrateur de la NASA et analyste politique principal pour le Bureau des politiques et des plans, puis en tant qu'administrateur associé pour le Bureau des politiques et des plans,.

## Jeunesse et éducation
Garver est née à Lansing, dans le Michigan, le 22 mai 1961, et elle a obtenu son diplôme de la Haslett High School à Haslett, dans le Michigan, en 1979. En 1983, elle obtient un Baccalauréat ès Arts en sciences politiques et en économie du Colorado College. Alors qu'elle travaillait pour le sénateur John Glenn de 1983 à 1984, elle a développé un intérêt pour l'espace et a obtenu un Maîtrise ès Arts en science, technologie et politiques publiques de l'Université George Washington en 1989,.

## Carrière
Au cours de sa carrière, Garver a travaillé dans des organisations à but non lucratif, gouvernementales et commerciales. Elle a tenu plusieurs rôles qui l'ont amené à défendre la cause de l'exploration spatiale en tant que membre du conseil consultatif de la NASA, conférencière invitée à la International Space University de Strasbourg, présidente et membre du conseil d'administration de Women in Aerospace et présidente de l'American Astronautical Society,. Elle a reçu à la fois la NASA Distinguished Public Service Medal et la NASA Distinguished Service Medal. Elle a reçu à la fois la médaille du service public distingué de la NASA  et la médaille du service distingué de la NASA.
Garver a occupé le poste de deuxième directeur exécutif de la National Space Society, une organisation spatiale à but non lucratif basée à Washington, D.C., pendant neuf ans, avant de quitter l'organisation en 1998. De 1998 à 2001, elle a occupé le poste d'administratrice associée du bureau des politiques et des plans de la National Aeronautics and Space Administration. Relevant directement de l'administrateur de la NASA, elle a géré l'analyse, le développement et l'intégration des politiques et des plans à long terme de la NASA, le système de gestion stratégique de la NASA, le conseil consultatif de la NASA et la division Histoire. Avant cette nomination, Garver a occupé le poste d'Analyste Politique Senior au sein du Bureau des politiques et des plans, et d'Assistante Spéciale à l'Administrateur,.
En 2001-2002, Garver a lancé un projet visant à accroître la visibilité et la viabilité des vols spatiaux commerciaux. Tout en apportant son soutien à un client qui payait pour un voyage dans l'espace, elle a tenté d'obtenir son propre vol spatial sponsorisé, en tant que "première Soccer Mom" à bord du véhicule russe Soyouz vers la station spatiale internationale. Elle a effectué des démarches afin d'obtenir des fonds de parrainage alors qu'elle commençait la certification médicale initiale et la formation à la Cité des étoiles, en Russie,. Ces efforts ont pris fin en raison d'une offre conflictuelle d'un autre touriste spatial potentiel.
Garver a été présidente de Capital Space, LLC, et a servi comme conseillère principale pour l'espace au sein de Avascent Group, basé à Washington, D.C. Elle a été vice-présidente de DFI Corporate Services (l'organisation qui a précédé le groupe Avascent) de 2001 à 2003,. Dans ces fonctions, Garver a fourni une assistance en matière de planification stratégique, de recherche de faisabilité technologique et de développement commercial. Elle a également apporté son soutien en matière de fusions, d'acquisitions et d'alliances stratégiques à des institutions financières et à des entreprises Fortune 500 dans de nombreux secteurs.
Garver a été conseillère principale en matière de politique spatiale pour les campagnes présidentielles de Barack Obama, Hillary Clinton et John Kerry,. En novembre 2008, elle a été nommée pour diriger la Presidential Transition Agency Review Team de Barack Obama pour la NASA,.
En 2016, Garver a fondé la Brooke Owens Fellowship, qui offre des stages d'été rémunérés à des étudiantes de premier cycle qui envisagent de faire carrière dans l'aviation ou l'astronautique. Garver a reçu le Women in Aerospace (WIA) 2020 Lifetime Achievement Award en décembre 2020 pour ses contributions à l'industrie aérospatiale en posant les bases du programme d'équipage commercial pour la Station Spatiale Internationale, en fondant la Brooke Owens Fellowship, et pour son poste actuel de PDG de Earthrise Alliance.

## Carrière à la NASA
La confirmation de Lori Garver au poste d'administrateur adjoint représente la deuxième fois qu'elle travaille pour la NASA. Sa première période de service à l'agence s'est déroulée de 1996 à 2001. Elle a d'abord été assistante spéciale de l'administrateur de la NASA et analyste politique senior pour le Bureau des politiques et des plans, avant de devenir administratrice associée du Bureau des politiques et des plans. Sous la direction de l'administrateur de la NASA, elle a supervisé l'analyse, le développement et l'intégration des politiques et des plans à long terme, le système de gestion stratégique de la NASA et le conseil consultatif de la NASA.
En juin 2010, elle s'est adressée au Comité des Nations Unies sur les utilisations pacifiques de l'espace extra-atmosphériques et a signé un accord sur les satellites étudiant les sciences de la Terre. Elle a participé à plusieurs Tweetups entourant des lancements de la NASA. En mai 2011, elle a rejoint les scientifiques de la NASA pour participer à une campagne de terrain visant à étudier comment la poussière affecte la couverture neigeuse dans le bassin du fleuve Colorado. L'équipe a visité des sites d'émission de poussière dans les déserts de l'Utah, puis des puits de neige dans les montagnes du Colorado, afin d'apprendre comment les couches de poussière pourraient aider à prévoir la fonte des neiges.

## Prix et distinctions
En 2022 elle est la première femme récipiendaire du National Space Society Robert A. Heinlein Award.